# Enn Soosaar
Enn Soosaar (* 13. Februar 1937 in Tallinn; † 10. Februar 2010 in Keila) war ein estnischer Übersetzer und Publizist.

## Leben
Soosaar erlitt 1954 einen schweren Motorradunfall, der zu einer Querschnittlähmung führte, wodurch er erst 1956 sein Fernabitur in Tallinn machen konnte. Anschließend absolvierte er ein Fernstudium an der Universität Tartu im Fach Englische Philologie mit dem Schwerpunkt amerikanische Literatur (Soosaar bemerkte später, dass Anglistik an der Universität damals etwas zu sehr an Großbritannien, die Oxford-Ausspreche usw. fokussiert zu sein schien, weshalb er dann die USA zum Schwerpunkt wählte). Nach seinem Studienabschluss (1964) wurde er zum „fruchtbarsten und kompetentesten Übersetzer moderner amerikanischer Literatur in Estland.“
Neben seiner Übersetzertätigkeit hat Soosaar sich auch der Literaturkritik gewidmet, Essays geschrieben und in späteren Jahren zunehmend politische Analysen verfasst. Ihm zu Ehren wird seit 2012 an Soosaars Geburtstag der „Enn-Soosaar-Essayistikpreis“ vergeben, mit dem ein Essay des Vorjahrs ausgezeichnet wird, der die ethischen Werte von Soosaars essayistischem Werk weiterverbreitet und ausgebaut hat.
Soosaar war seit 1977 Mitglied des Estnischen Schriftstellerverbands.

## Werk
Soosaar hat zahlreiche amerikanische Autoren ins Estnische übersetzt, allen voran Ernest Hemingway, William Faulkner, Saul Bellow und Frederick Forsyth, von denen er jeweils mehrere Romane übersetzt hat. Mehr als ein Buch hat er auch von Francis Scott Fitzgerald und Edgar Lawrence Doctorow übersetzt. Weitere Autoren waren beispielsweise James Baldwin, Truman Capote, John Cheever, Isaac Bashevis Singer, John Updike, Patrick White und Thornton Wilder.

## Auszeichnungen
- 1988 Verdienter Kulturschaffender der ESSR
- 1990 Juhan-Smuul-Preis (Übersetzung)
- 1993 Ehrendoktor der Universität Tallinn
- 1997 Orden des Staatswappens (IV. Klasse)
- 1997 Kulturpreis der Republik Estland
- 2004 Orden des weißen Sterns (III. Klasse)

## Essayistik
- Mõrane maailm. Tallinn: Virgela 2000. 255 S.
- Eesti asja arutusi. Tallinn: Tänapäev 2000. 210 S.
- Isa ja aeg. Tallinn: SA Kultuurileht 2007. 74 S. (Loomingu Raamatukogu 5/2007)
- Nuripidine aastasada. Tallinn: Eesti Keele Sihtasutus 2008. 187 S.

## Sekundärliteratur
- Henno Rajandi: Tõelisest Tõlkijast, in: Keel ja Kirjandus 2/1987, S. 111–112.
- Jaak Rähesoo: Enn Soosaar 50, in Looming 2/1987, S. 283–284.
- Krista Kaer: Enn Soosaar 60, in: Keel ja Kirjandus 2/1997, S. 137–138.